# Chen Yao
Chen Yao (chiń. 陈瑶; ur. 25 września 1988 r. w Pekinie w Chinach). Siatkarka grająca na pozycji atakującej.
Obecnie występuje w drużynie Army.